# Jenny Rose
Pour les articles homonymes, voir Rose.
Jenny Rose née en 1970 est une triathlète professionnel néo-zélandaise, vainqueur de la coupe du monde en 1994 et du championnat du monde de triathlon longue distance en 1995.

## Biographie
Jenny Rose remporte la coupe du monde 1994 en gagnant trois étapes et en accédant à six podiums au total. Elle remporte l’année suivante le championnat du monde longue distance. En 2013, elle sort de sa retraite sportive, pour préparer à l'approche de ses cinquante ans, sa participation à un triathlon hors norme, le Swissman Xtreme Triathlon.

## Palmarès
Le tableau présente les résultats les plus significatifs (podium) obtenus sur le circuit international de triathlon depuis 1993,.
| Année | Compétition                                  | Pays       | Position           | Temps           |
| ----- | -------------------------------------------- | ---------- | ------------------ | --------------- |
| 1996  | Coupe du monde - l'étape de Paris            | France     | Médaille d'argent  | 1 h 7 min 24 s  |
| 1995  | Grand Prix de triathlon - Étape de Dunkerque | France     | Médaille d'or      | Timing          |
| 1995  | Championnat du monde longue distance         | France     | Médaille d'or      | 6 h 28 min 43 s |
| 1995  | Coupe du monde - l'étape de Gérardmer        | France     | Médaille de bronze | 2 h 28 min 19 s |
| 1995  | Coupe du monde - l'étape de Derry            | États-Unis | Médaille de bronze | 2 h 4 min 19 s  |
| 1994  | Coupe du monde - Classement Général          |            |                    |                 |
| 1994  | Coupe du monde - l'étape de Gérardmer        | France     | Médaille d'or      | 2 h 6 min 55 s  |
| 1994  | Coupe du monde - l'étape de San Sebastien    | Espagne    | Médaille d'or      | 2 h 4 min 56 s  |
| 1994  | Coupe du monde - l'étape d'Ixtapa            | Mexique    | Médaille d'or      | 2 h 5 min 27 s  |
| 1994  | Coupe du monde - l'étape de Nendaz           | Suisse     | Médaille d'argent  | 2 h 31 min 59 s |
| 1994  | Coupe du monde - l'étape d'Amakusa           | Japon      | Médaille de bronze | 2 h 5 min 19 s  |
| 1994  | Coupe du monde - l'étape d'Osaka             | Japon      | Médaille de bronze | 2 h 6 min 21 s  |
| 1994  | Triathlon de Gérardmer                       | France     | Médaille d'or      | Timing          |
| 1993  | Coupe du monde - l'étape d'Embrun            | France     | Médaille d'or      | 2 h 38 min 31 s |